# Forças Armadas Romenas

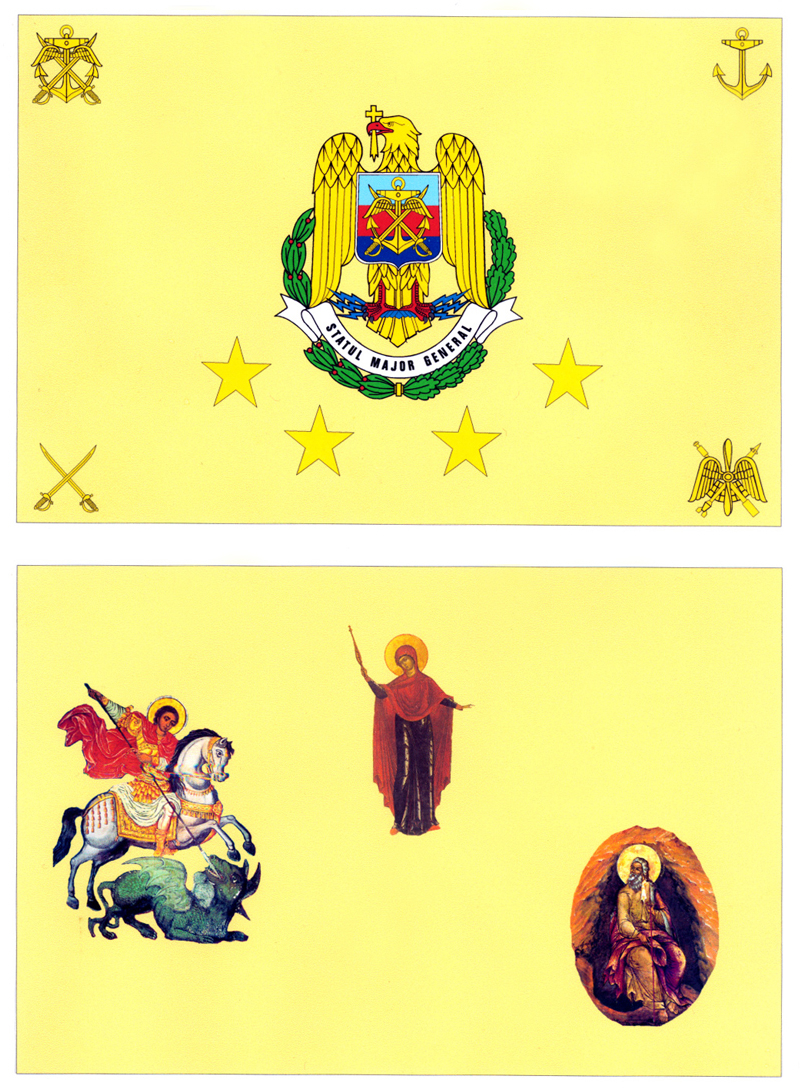
Bandeira das Forças Armadas romenas (frente e verso)

As Forças Terrestres, as Forças Aéreas e as Forças Navais são, coletivamente, conhecidas como as Forças Armadas Romenas (em romeno: Forţele Armate Române ou Armata Română). O atual comandante em chefe é general Gheorghiță Vlad, a ser gerido pelo Ministro da Defesa Nacional, enquanto o presidente é o Comandante Supremo das Forças Armadas durante uma guerra.
Com um orçamento de € 1,78 bilhões de euros, atualmente conta com mais de 73 350 militares em suas fileiras no serviço ativo.

## Fotos

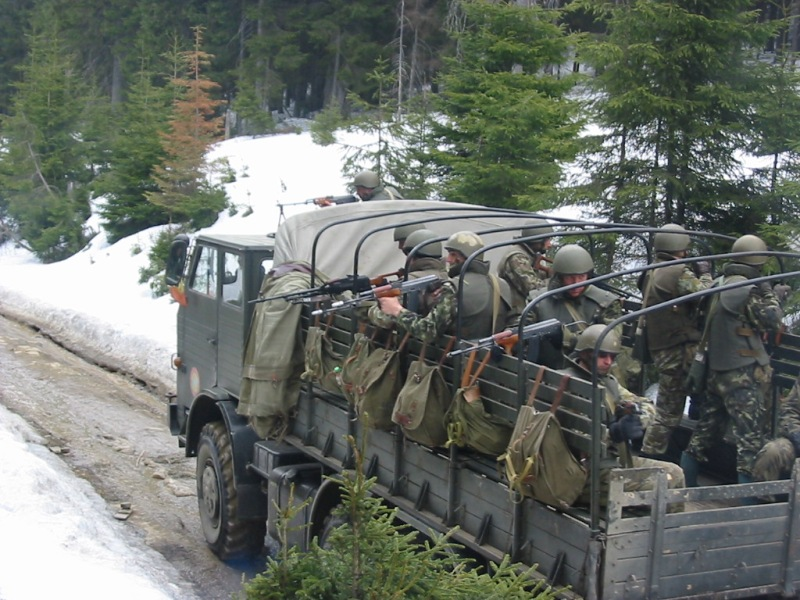
Soldados romenos.
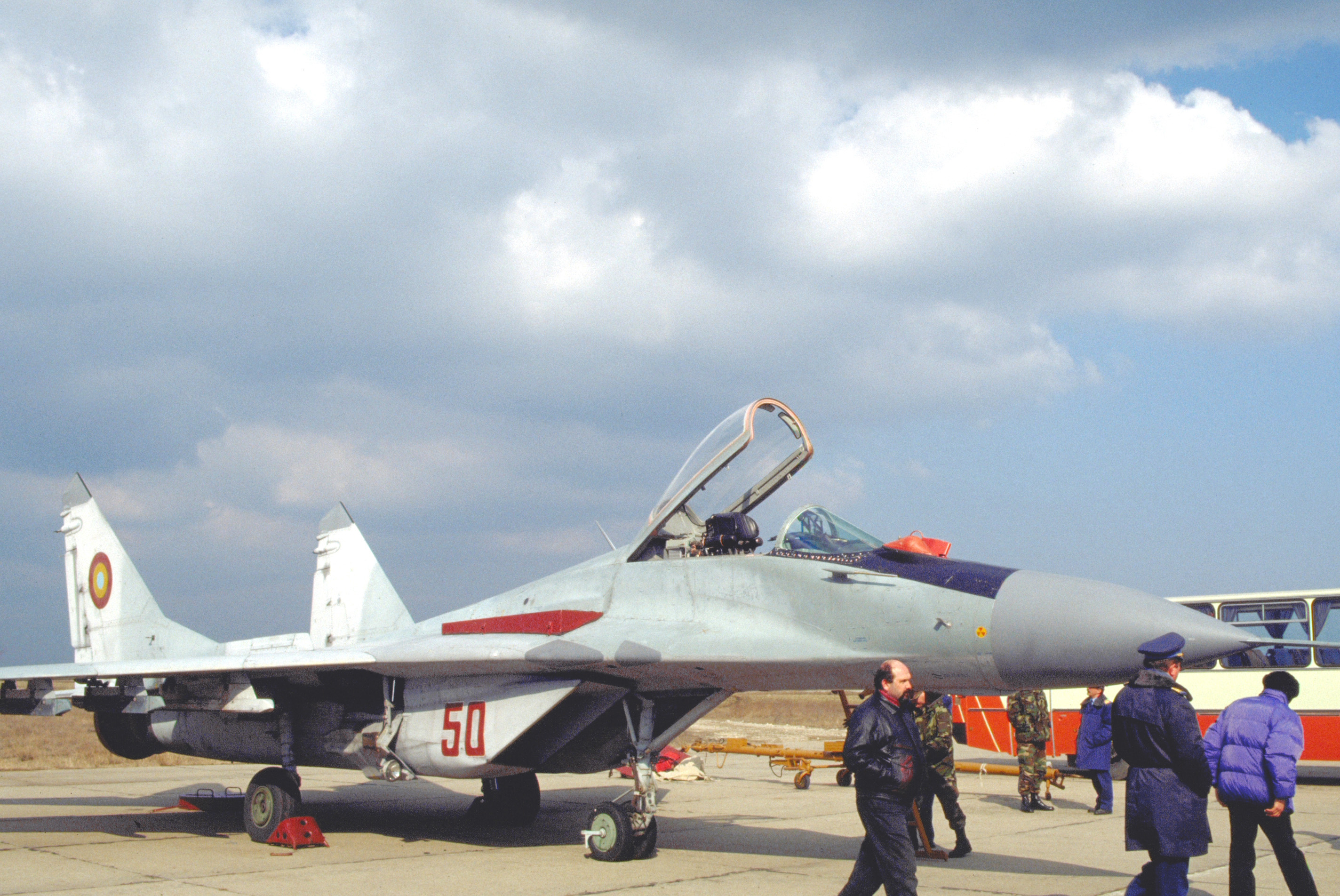
Um Mig-29 da força aérea da Romênia.
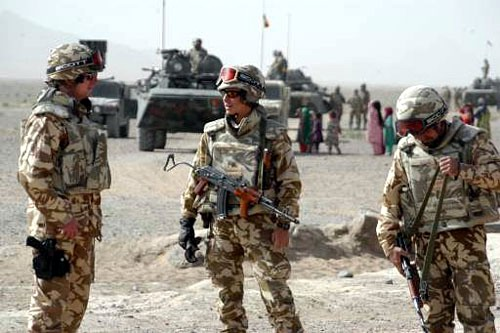
Tropas romenas no Afeganistão.
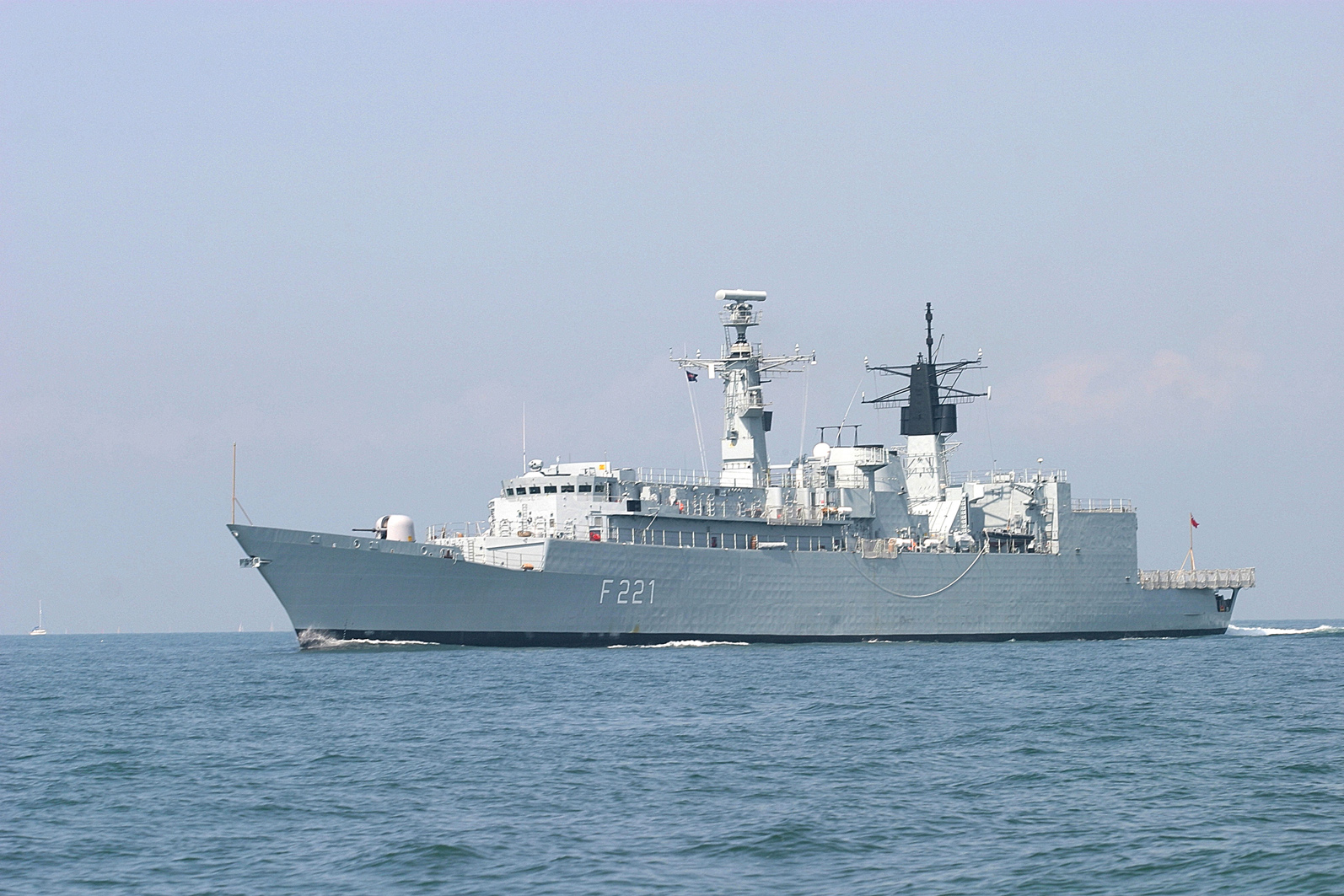
A fragada Regele Ferdinand.
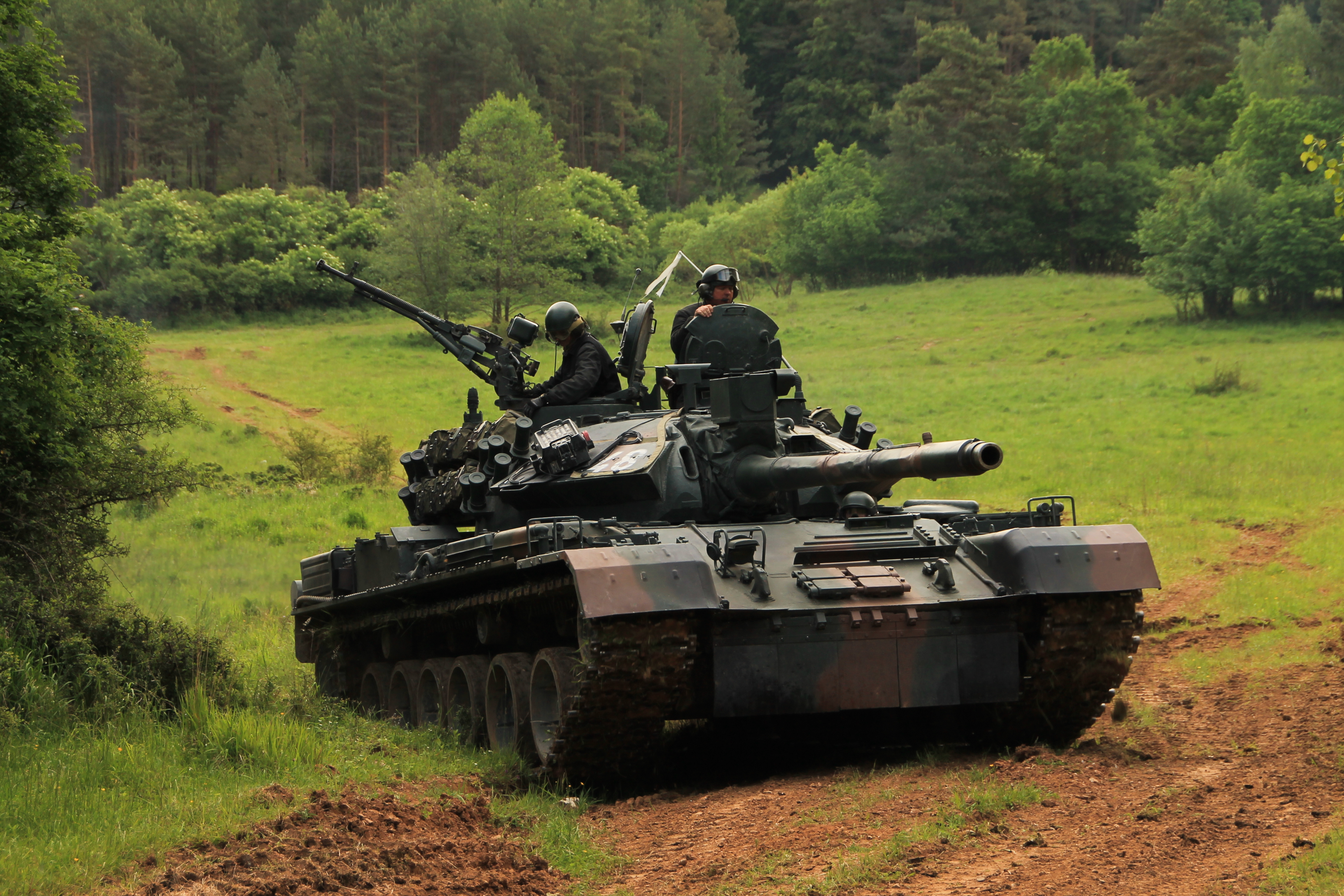
Um tanque TR-85 da infantaria romena.
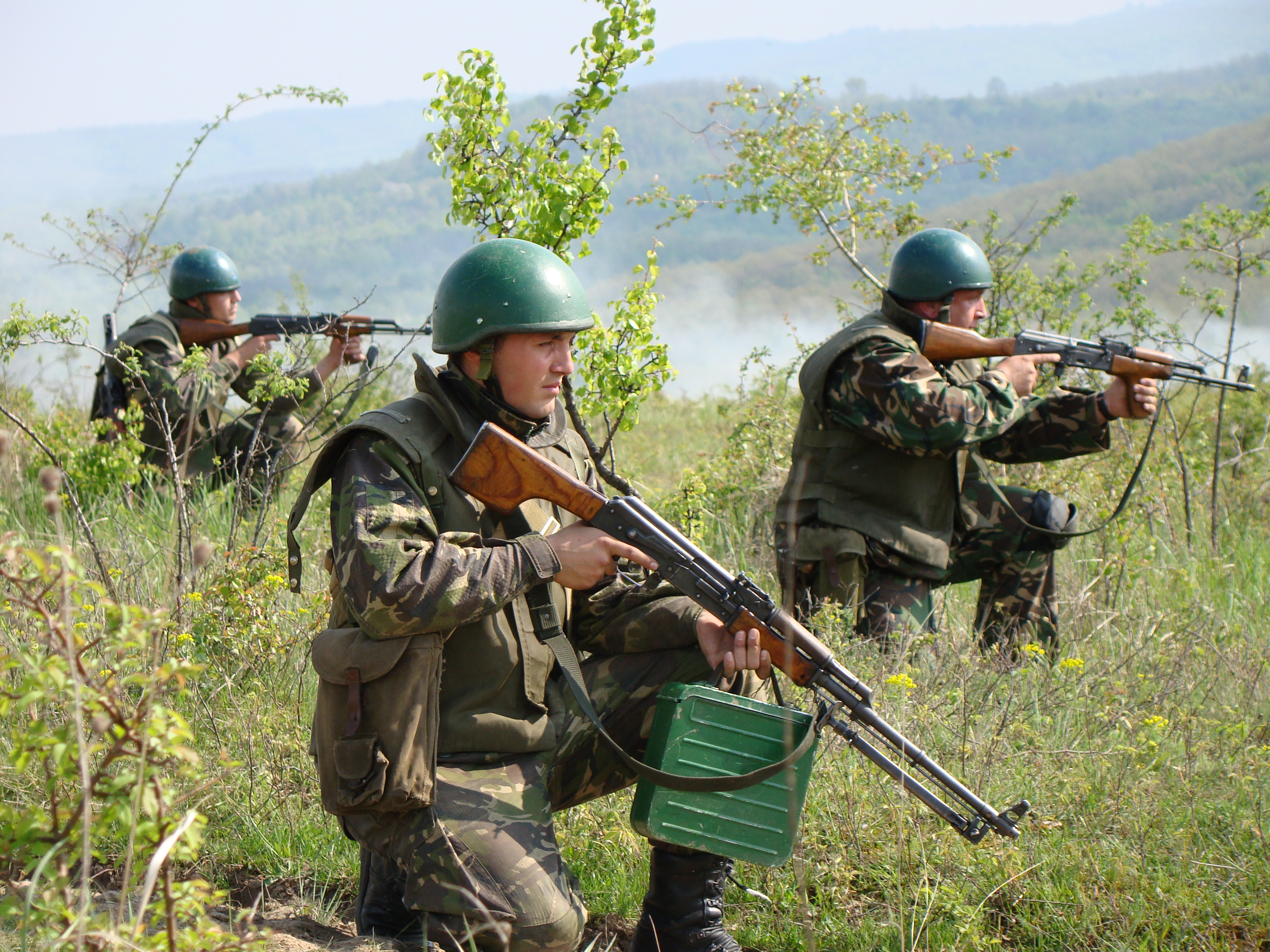
Soldados da Romênia.
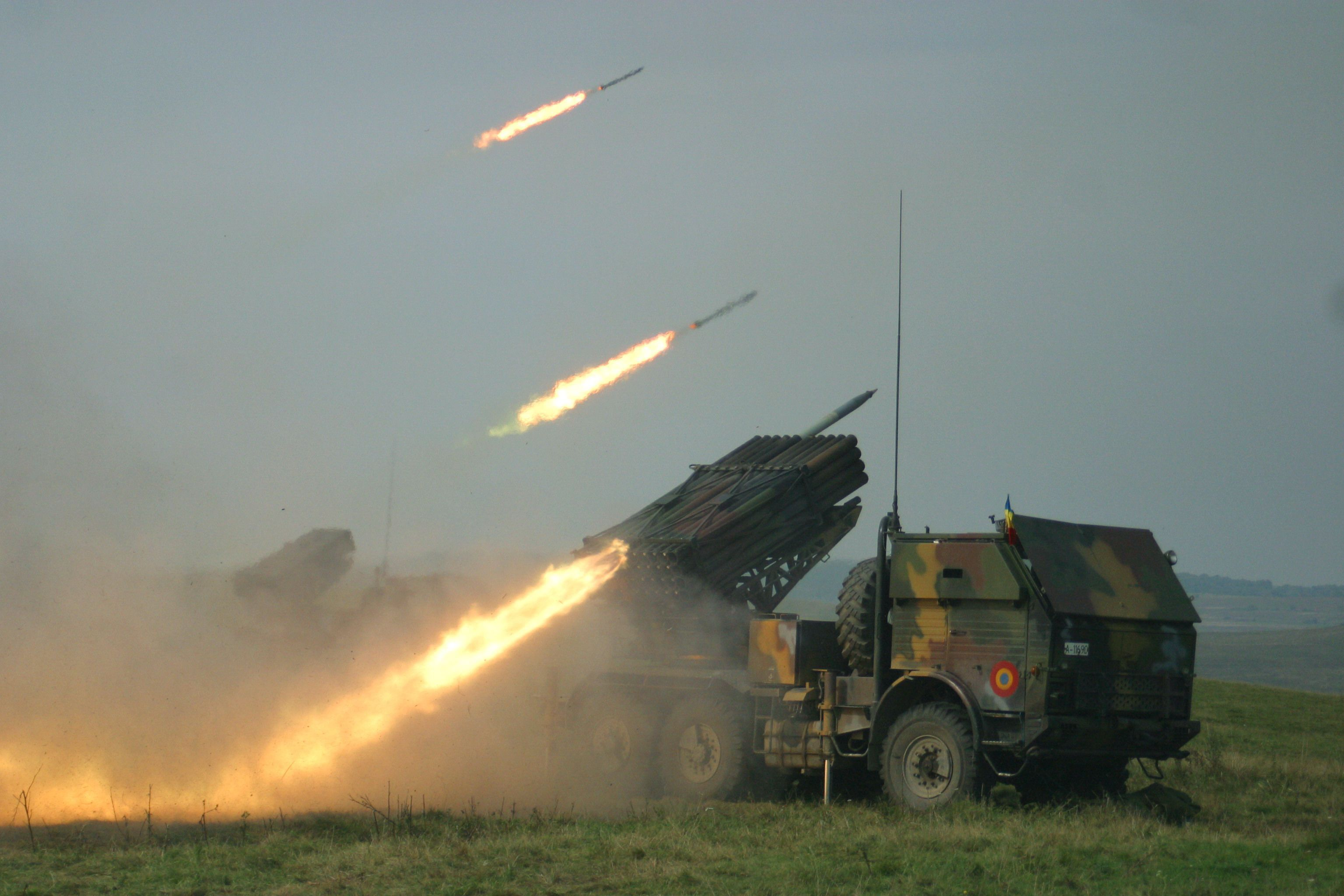
Um lança-foguetes LAROM, de fabricação romena.
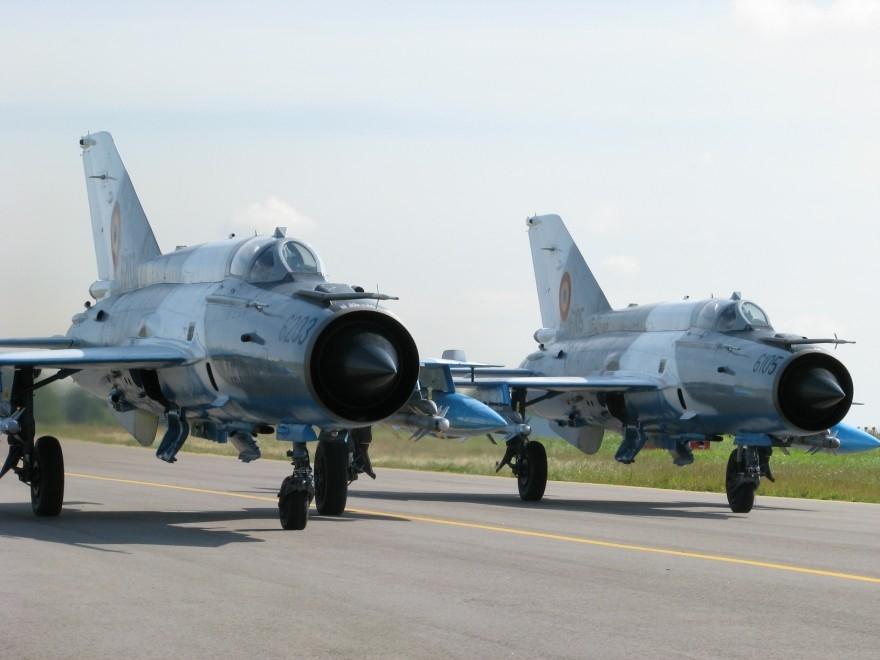
Caças Mig-21.